# Gace Brulé

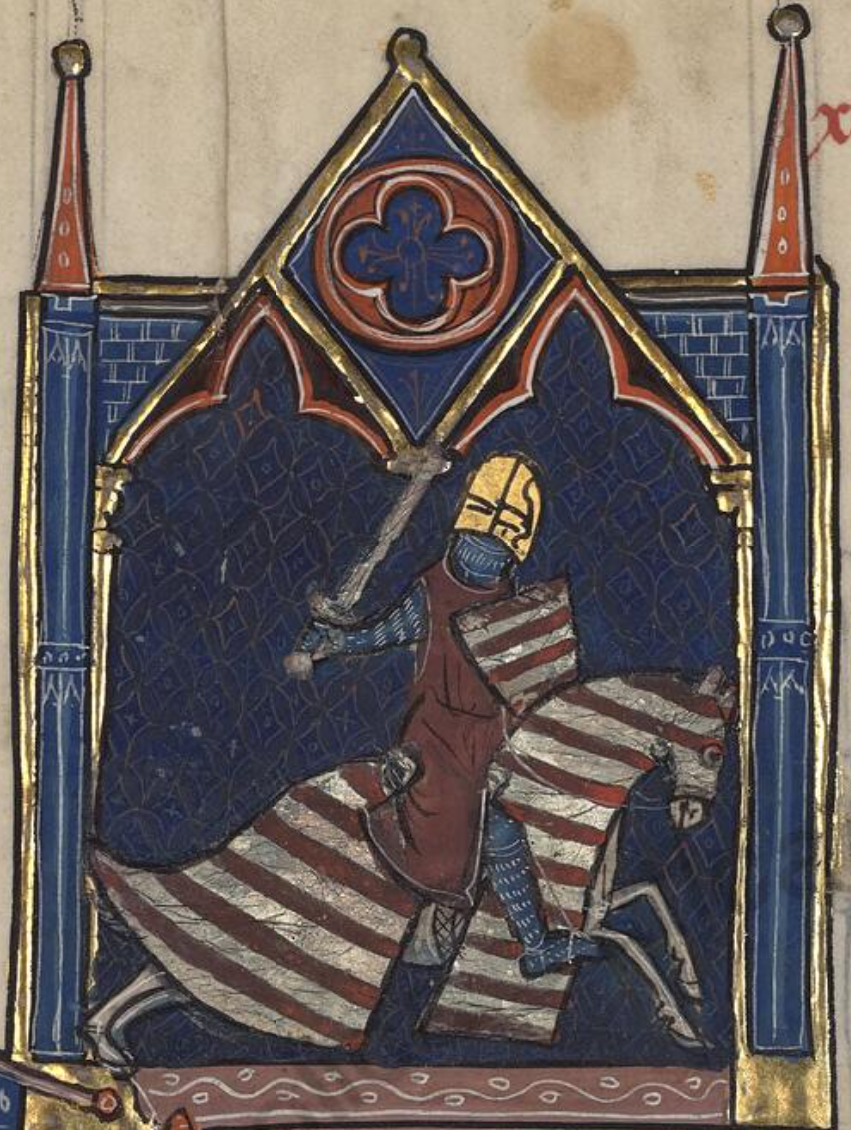
Ilustração de Gace Brulé no manuscrito Reg.lat.1490

Gace Brulé (c. 1160 — c. 1213) foi um famoso trovador e cavaleiro da Champanha. Ele foi um dos primeiros imitadores da lírica provençal e o mais prolífico dos trovadores franceses. É creditado como o mentor, na arte poética, do rei Teobaldo de Navarra.
Ele é, até hoje, um dos trouvères mais estudados.

## Vida
Apesar de sua influência literária, os registros biográficos sobre Gace Brulé são extremamente escassos. Fora de sua produção poética, apenas dois documentos contemporâneos atestam sua existência histórica. Em ambos, datados, respectivamente, de 1212 e 1213, o trovador aparece citado como Gatho Bruslé - forma latinizada de seu nome. Esses manuscritos registram a transação em que o poeta arrendava parte de suas terras no condado de Dreux à Ordem dos Templários.
Gace reitera muitas vezes, em sua poesia, sua identidade como champanhês. No poema Les oisillons de mon pays, o poeta declara saudades de sua terra natal, Champanha, ao ouvir o canto de passarinhos. O poeta, em algum momento da vida, foi banido de sua terra e acolhido na Bretanha, onde serviu ao duque Godofredo II da Bretanha por alguns anos. Depois da morte precoce de seu patrono, Gace visitou a corte de sua meia-irmã, a condessa Maria de Champanhe, onde escreveu o poema Bien cuidai toute ma vie. Depois de Maria de Champanhe, o itinerário de Gace é incerto.
No início do século XIII, Gace Brulé já consolidara sua reputação como trovador de renome. A comprovação de seu prestígio literário encontra-se no romance Guillaume de Dole (c. 1200) de Jean Renart, obra pioneira que incorpora canções contemporâneas em sua narrativa. Jean Renart incluiu dois poemas de Gace em seu texto.

## Poética
Como o mais prolífico trouvère, Gace Brulé possui ao menos 69 poemas preservados, 15 de atribuição duvidosa. Sua poesia é melancólica, pessimista, e nostálgica, mas estruturalmente simples. O poeta não buscou renovar a lírica trovadoresca, mas refiná-la.
Gace experimentou com versos em redondillhas maiores e menores, octossílabos, e decassílabos. Alguns de seus poemas possuem alternância métrica dentro das estrofes, como em Les oisillons de mon pays. O poeta desenvolveu um estilo mais aristocrático de poesia, com uma audiência masculina, e não só voltado à relação cortejador-dama. Isso o difere do estilo burguês cultivado por outros trovadores. Gace Brulé escreveu no dialeto champanhês, uma diversificação do langue d'oil.